# الکساندر کاچورنکو
الکساندر کاچورنکو (اوکراینی: Олександр Віталійович Качоренко؛ زادهٔ ۲۶ اوت ۱۹۸۰) بازیکن فوتبال اهل اوکراین است.
از باشگاه‌هایی که در آن بازی کرده‌است می‌توان به باشگاه فوتبال متالیست خارکوف اشاره کرد.